# Lucille Davidson
Lucille Davidson, detta Ludy (Lee's Summit, 11 luglio 1924 – 10 febbraio 2009), è stata una cestista e tennista statunitense.

## Carriera

### Pallacanestro
Attiva nella AAU, disputò i Campionati mondiali del 1957 e i Giochi panamericani di Chicago 1959, vincendo in entrambe le occasioni la medaglia d'oro.